# Reduta Wiatrak
Reduta Wiatrak (malt. Ridott tal-Mitħna, ang. Windmill Redoubt) – dawna reduta w Żabbar na Malcie. Zbudowana przez powstańców maltańskich podczas blokady Francuzów w latach 1798–1800. Była częścią łańcucha redut, baterii i umocnień okrążających francuskie pozycje w Marsamxett i Grand Harbour.
Reduta została zbudowana wokół wiatraka, znanego jako Bir Għeliem lub Ta' Buleben, postawionego przez Ramona Perellos y Roccaful około roku 1710. Znajdowała się przy drodze z Żabbar a Tarxien i była również połączona z drogą do Żejtun. Zbudowano ją z gruzu ze zburzonych murów i nadano kształt trójkąta. Postawiona została na skrzyżowaniu trzech dróg, blokując dojazd do trzech miejscowości. Wiatrak zajmował południową stronę reduty i był używany był jako blokhauz. Wieża wiatraka służyła jako wieża obserwacyjna. Nie są znane szczegóły dotyczące liczebności załogi reduty ani jej uzbrojenia.
Reduta została zburzona najprawdopodobniej zaraz po zakończeniu oblężenia, gdyż blokowała trzy ważne drogi. Wiatrak, z pewnymi modyfikacjami, wciąż istnieje i stoi teraz na środku ronda.